# 水野理紗
水野 理紗（みずの りさ、1978年11月3日 - ）は、日本の女性声優。神奈川県出身。尾木プロ THE NEXT/湘南テアトロ☆デラルテ所属。

## 略歴
上智大学文学部英文学科卒業。
小学校時代の演劇クラブで褒められ、声に自身のアイデンティティを見出し、母の影響もあり、将来は英語を活かした職業に就職することを夢見て、高校・大学時代は外国語を学ぶ。
中学時代、元気付けてくれたアニメを通し抱いていた声を活かす仕事への憧れが捨てきれず、大学3年生の夏、専門学校の声優クラスに入学。
大学在学中の2000年、『メダロット魂』の秋葉原ナエ役で声優デビュー。

## 人物
劇団『湘南テアトロ☆デラルテ』公演のヒロインを多く務める。また、水月秋の名義で脚本家をしている。
一人っ子である。母は英語の教師。

## 出演
太字はメインキャラクター。

### テレビアニメ
2000年
- こちら葛飾区亀有公園前派出所（2000年 - 2004年、白百合咲愛、同級生、はなちゃん、エンジェル隊員、木村みづき）
- メダロット魂（秋葉原ナエ）

2001年
- テニスの王子様（菜々子）
- Dr.リンにきいてみて!（妙子）
- バンパイヤン・キッズ（カナ）
- 遊☆戯☆王デュエルモンスターズ（シンディア）

2002年
- ボンバーマンジェッターズ（2002年 - 2003年、シャウト）

2003年
- GUNSLINGER GIRL（2003年 - 2008年、エレノラ・ガブリエリ、クラエス） - 2シリーズ
- ふたつのスピカ（鈴成由子）

2004年
- 今日からマ王!（2004年 - 2008年、フォンウィンコット卿スザナ・ジュリア） - 2シリーズ
- KURAU Phantom Memory（野中ミドリ）
- Get Ride! アムドライバー（セラ・メイナード）
- 陸奥圓明流外伝 修羅の刻（宿の女、かなえ）

2005年
- 韋駄天翔（ユウキ）
- おねがいマイメロディ（高橋遥）
- シュガシュガルーン（一条彩乃）
- 絶対少年（藤堂麻子）
- 風人物語（雪緒）

2006年
- アクビガール（母役）
- シュヴァリエ 〜Le Chevalier D'Eon〜（リア・ド・ボーモン）
- 人造昆虫カブトボーグ V×V（魔曇菜夜）
- 妖逆門（ウタ、まーくん）
- ひぐらしのなく頃に（2006年 - 2007年、赤坂雪絵、相談員、子供、男子生徒） - 2シリーズ

2007年
- ウエルベールの物語 〜Sisters of Wellber〜（イオナ）
- 家庭教師ヒットマンREBORN!（オレガノ）
- CODE-E（2007年 - 2008年、斎橋由真） - 2シリーズ
- しおんの王（二階堂沙織）
- D.Gray-man（ジェイミー・ダーク、ファン）
- ドラゴノーツ -ザ・レゾナンス-（シェリー）
- 爆丸バトルブローラーズ（2007年 - 2012年、ジュリィ・ヘイワード、ブロン・リッチ、COM音声） - 3シリーズ
- レンタルマギカ（2007年 - 2008年、ディアナ）

2008年
- ヴァンパイア騎士（星煉、若葉沙頼） - 2シリーズ
- ドルアーガの塔 シリーズ（2008年 - 2009年、エタナ、オロ） - 2シリーズ
- 隠の王（時雨）
- マッハガール（エミリ）
- モノクローム・ファクター（園部清美）

2009年
- クッキンアイドル アイ!マイ!まいん!（2009年 - 2011年、フィアンセ、和歌子）
- 獣の奏者 エリン（ジェ）
- 天体戦士サンレッド（第2期）（さち、女将）
- にゃんこい!（キャバ猫）
- 遊☆戯☆王5D's（マリア）

2010年
- ケツ犬
- ぬらりひょんの孫（2010年 - 2011年、奴良若菜） - 2シリーズ

2011年
- 極上!!めちゃモテ委員長 セカンドコレクション（星崎ゆりな）

2012年
- 銀河へキックオフ!!（女子選手）
- 戦国コレクション（松浦先生）

2013年
- 八犬伝―東方八犬異聞― 第二期（鏑木かやこ）

2014年
- アカメが斬る!（ナジェンダ、コロ）
- 蟲師 特別篇「日蝕む翳」（母）

2015年
- Go!プリンセスプリキュア（如月れいこ）
- 長門有希ちゃんの消失（女医）

2016年
- 夏目友人帳 伍（三野（母））
- ラクエンロジック（ヴェロニカ・アナンコ）

2017年
- ひなろじ〜from Luck & Logic〜（ヴェロニカ・アナンコ）
- シルバニアファミリー ミニストーリー（2017年 - 2020年、シルクネコのお姉さん、ルルさん） - 4シリーズ

2018年
- 伊藤潤二『コレクション』（看護師、田中鈴枝、梨奈、すみれ、おそで〈少女〉 他）
- 悪偶 -天才人形-（女 / 黄鶯鶯〈本物〉）

2019年
- コップクラフト（マーラ・モゼリーメ）

2021年
- 魔術士オーフェンはぐれ旅 キムラック編（オーリオウル）

2022年
- Do It Yourself!! -どぅー・いっと・ゆあせるふ-（ぷりんの母）

2024年
- 休日のわるものさん（アナウンス）

2025年
- 空色ユーティリティ（美波の母、練習場の店長）

### 劇場アニメ
2004年
- 雲のむこう、約束の場所（笠原真希）

2005年
- テニスの王子様 跡部からの贈り物 〜君に捧げるテニプリ祭り〜（菜々子）

2007年
- 秒速5センチメートル（澄田花苗の姉、水野理紗）

2011年
- 星を追う子ども（池田先生）

2013年
- 言の葉の庭（NEWS Announcer 21:17）

### OVA
2001年
- 時空異邦人KYOKO ちょこらにおまかせ!（朱臣響古）

2007年
- ひぐらしのなく頃に外伝 猫殺し編（少年）

2009年
- ひぐらしのなく頃に礼（クラスメイト）

### Webアニメ
- 星空キセキ（2006年、マキ）
- 伊藤潤二『マニアック』（2023年、小山[21]）

### ゲーム
2002年
- ボンバーマンジェッターズ（シャウト）

2003年
- ドリームミックスTV ワールドファイターズ（ハルナ）

2005年
- プリンセスメーカー4（イザベル）

2007年
- ひぐらしのなく頃に祭 カケラ遊び（赤坂雪絵）

2008年
- 今日からマ王! 眞マ国の休日（フォンウィンコット卿スザナ・ジュリア）

2009年
- サンデーVSマガジン 集結!頂上大決戦
- 遊☆戯☆王ファイブディーズ タッグフォース4（一般キャラクター）

2010年
- 遊☆戯☆王ファイブディーズ タッグフォース5（一般キャラクター）

2011年
- 遊☆戯☆王ファイブディーズ タッグフォース6（一般キャラクター）

2015年
- ひぐらしのなく頃に粋（赤坂雪絵）

2018年
- 絶体絶命都市4Plus -Summer Memories-（市川結子）

2020年
- ドールズフロントライン（クラエス）

### ドラマCD
- 今日からマ王! 裏マDX!（フォンウィンコット卿スザナ・ジュリア）
- 天使祝詞（女性秘書）
- ドルアーガの塔 ～the spoon of URUK～（エタナ）
- ボンバーマンジェッターズ『第53話 帰ってきたジェッターズ』（シャウト）

### 吹き替え
- グリーンハウス・アカデミー (ライアン・ウッズ(母)役／ヘイリー・ウッズ)
- メンタリストシーズン 4 (ナタリー)
- ホームランドシーズン 2 (ウェイトレス)
- リッチーリッチ

### 舞台
- 湘南テアトロ☆デラルテ（旧：湘南アクトステージ）
  - 第2回公演  煙が目にしみる（瀬能あずさ）
  - 第3回公演  誰かが誰かを愛してる（吉原奈々）
  - 第4回公演  アルジャーノンに花束を（アリス・キニアン）
  - 第5回公演  幸せのアルデンテ（栗原幾恵）
  - 第6回公演  想い出のガーデニア（花田つばき）
  - 第7回公演  微笑みのサムシング（澤遼子）
  - 第8回公演  天使のいる珈琲店（天王寺すみれ）
  - 第9回公演  幸せのアルデンテ【再演】（栗原幾恵）
  - 第10回公演 ウェルメイド家族（早乙女寧々）
  - 第12回公演『はちみつ〜フルコースバージョン〜』（桃山あきほ）
  - 第13回公演『ふしぎちゃん〜HELLO&GOODBey〜』（天使）
  - 2010年10月ワンコインシアター『法王庁の避妊法〜特別版〜』（津島よりこ）

### ラジオ
- 今日からマ王! 眞魔国放送協会（SHK） （第21回目ゲスト）

### ラジオドラマ
- FMおだわら連続ラジオドラマ劇場 first season ダイアモンドの記憶
- FMおだわら連続ラジオドラマ劇場 3rd season カフェ・エメラルド

## ディスコグラフィ

### キャラクターソング
| 発売日  | タイトル                                                         | 名義                                                     | 楽曲                           | タイアップ                                         |
| 2007年  | 2007年                                                           | 2007年                                                   | 2007年                         | 2007年                                             |
| ------- | ---------------------------------------------------------------- | -------------------------------------------------------- | ------------------------------ | -------------------------------------------------- |
| 9月26日 | 恋はビリビリSENSATION!                                           | B・Bガ〜ルズ                                             | 「恋はビリビリSENSATION!」     | テレビアニメ『CODE-E』関連曲                       |
| 2008年  |                                                                  |                                                          |                                |                                                    |
| 9月26日 | Music☆Mission! CODE-E&Mission-E Sound collection                 | B・Bガ〜ルズ                                             | 「Feel so Easy! ビリビリver.」 | テレビアニメ『Mission-E』エンディングテーマ        |
| 2016年  |                                                                  |                                                          |                                |                                                    |
| 6月8日  | TVアニメ「ラクエンロジック」キャラソンアルバム「SONGS & MELODY」 | ヴェロニカ・アナンコ（水野理紗）& ネメシス（橘田いずみ） | 「真実のウォーリアー」         | テレビアニメ『ラクエンロジック』キャラクターソング |

## 脚本
2017年
- シルバニアファミリー ミニストーリー

2018年
- シルバニアファミリー ミニストーリー Season2
- 悪偶 -天才人形-

2019年
- シルバニアファミリー ミニストーリー クローバー（脚本協力）
- ダヤンとタマと飛び猫と〜3つの猫の物語〜

2020年
- シルバニアファミリー ミニストーリー ピオニー
- 虫籠のカガステル

2021年
- リクはよわくない ゆかいな仲間達
- リクはよわくない

2022年
- アークナイツ【黎明前奏/PRELUDE TO DAWN】

2025年
- 空色ユーティリティ

### シリーズ一覧
1. ↑  第1期（2003年）、第2期『GUNSLINGER GIRL -IL TEATRINO-』（2008年）
2. ↑  第1シリーズ（2004年）、第3シリーズ（2008年）
3. ↑  第1期（2006年）、第2期『解』（2007年）
4. ↑  第1期（2007年）、第2期『Mission-E』（2008年）
5. ↑  第1期（2007年 - 2008年）、第2期『ニューヴェストロイア』（2010年 - 2011年）、第3期『ガンダリアンインベーダーズ』（2011年 - 2012年）
6. ↑  第1期（2008年）、第2期『Guilty』（2008年）
7. ↑  第1期『〜the Aegis of URUK〜』（2008年）、第2期『〜the Sword of URUK〜』（2009年）
8. ↑  第1期（2010年）、第2期『ぬらりひょんの孫 〜千年魔京〜』（2011年）
9. ↑  Season1（2017年）、Season2『アイビー』（2018年）、Season3『クローバー』（2019年）、Season4『ピオニー』（2020年）

### ユニットメンバー
1. ↑  海老原千波美（橋本まい）、九条園美（名塚佳織）、斎橋由真（水野理紗）、小松菜圭子（桃井はるこ）
2. ↑  君塚麻織（稲村優奈）、海老原千波美（橋本まい）、九条園美（名塚佳織）、斎橋由真（水野理紗）、小松菜圭子（桃井はるこ）